# Território Livre

Território Livre foi um reality show exibido pela Band entre 23 de outubro de 2000 e 5 de janeiro de 2001 sob apresentação de Sabrina Parlatore, sendo o primeiro no formato de confinamento no Brasil.

## História
O programa era exibido diariamente — de segunda à sexta — ao vivo, com uma hora de duração, às 18h.
Era ambientado em um loft situado na sede da emissora, onde um grupo de oito participantes se enfrentava em provas externas de resistência física, testes de conhecimento e equilíbrio psicológico. Havia confessionário, o “Parlatório”, onde cada participante entrava acompanhado pela apresentadora para indicar um participante para ser eliminado. Os eliminados eram definidos pelo público via telefone e internet. O vencedor receberia R$ 7.000 em prêmios a sua escolha. Para os eliminados, o prêmio de consolação era de R$ 1.000.
Devido à baixa audiência, o programa não ganhou uma segunda temporada. 